# Olympische Sommerspiele 2020/Teilnehmer (Litauen)
| Gelbes Symbol für Goldmedaillen mit stilisierten Olympischen Ringen | Graues Symbol für Silbermedaillen mit stilisierten Olympischen Ringen | Braundes Symbol für Bronzemedaillen mit stilisierten Olympischen Ringen |
| ------------------------------------------------------------------- | --------------------------------------------------------------------- | ----------------------------------------------------------------------- |
| —                                                                   | 1                                                                     | —                                                                       |

Litauen nahm an den Olympischen Spielen 2020 in Tokio mit 42 Sportlern in zwölf Sportarten teil. Es war die insgesamt 10. Teilnahme an Olympischen Sommerspielen.

## Medaillengewinner

### Silber
| Name                               | Sportart           | Wettkampf |
| ---------------------------------- | ------------------ | --------- |
| Laura Asadauskaitė-Zadneprovskienė | Moderner Fünfkampf | Frauen    |

## Teilnehmer nach Sportarten

### Gewichtheben
| Athleten       | Wettbewerb               | Reißen  | Reißen | Stoßen  | Stoßen | Zweikampf | Zweikampf | Rang |
| Athleten       | Wettbewerb               | Gewicht | Rang   | Gewicht | Rang   | Gewicht   | Rang      | Rang |
| -------------- | ------------------------ | ------- | ------ | ------- | ------ | --------- | --------- | ---- |
| Männer         |                          |         |        |         |        |           |           |      |
| Arnas Šidiškis | Schwergewicht bis 109 kg | 156 kg  | 13     | 187 kg  | 11     | 343 kg    | 11        | 11   |

### Judo
| Athleten           | Wettbewerb | 1. Runde   | 1. Runde | 2. Runde | 2. Runde | Achtelfinale | Achtelfinale | Viertelfinale | Viertelfinale | Halbfinale / Trostrunde | Halbfinale / Trostrunde | Finale / Platz 3 | Finale / Platz 3 | Rang |
| Athleten           | Wettbewerb | Gegner     | Ergebnis | Gegner   | Ergebnis | Gegner       | Ergebnis     | Gegner        | Ergebnis      | Gegner                  | Ergebnis                | Gegner           | Ergebnis         | Rang |
| ------------------ | ---------- | ---------- | -------- | -------- | -------- | ------------ | ------------ | ------------- | ------------- | ----------------------- | ----------------------- | ---------------- | ---------------- | ---- |
| Frauen             |            |            |          |          |          |              |              |               |               |                         |                         |                  |                  |      |
| Sandra Jablonskytė | über 78 kg | I. Maranić | 11s1:0s1 | —        | —        | R. Dicko     | 0:10         | ausgeschieden | ausgeschieden | ausgeschieden           | ausgeschieden           | ausgeschieden    | ausgeschieden    | 9    |

### Kanu

#### Kanurennsport
| Athleten           | Wettbewerb | Vorlauf  | Vorlauf | Halbfinale | Halbfinale | Halbfinale | Halbfinale | Finale   | Finale | Rang |
| Athleten           | Wettbewerb | Zeit     | Rang    | Zeit       | Rang       | Zeit       | Rang       | Zeit     | Rang   | Rang |
| ------------------ | ---------- | -------- | ------- | ---------- | ---------- | ---------- | ---------- | -------- | ------ | ---- |
| Männer             |            |          |         |            |            |            |            |          |        |      |
| Mindaugas Maldonis | K-1 200 m  | 35,650 s | 3       | 35,466 s   | 1          | 36,637 s   | 8          | 36,257 s | 2      | 10   |

### Leichtathletik
Laufen und Gehen 
| Athleten                   | Wettbewerb  | Runde 1 | Runde 1 | Halbfinale    | Halbfinale    | Finale        | Finale        | Rang          |
| Athleten                   | Wettbewerb  | Zeit    | Rang    | Zeit          | Rang          | Zeit          | Rang          | Rang          |
| -------------------------- | ----------- | ------- | ------- | ------------- | ------------- | ------------- | ------------- | ------------- |
| Frauen                     |             |         |         |               |               |               |               |               |
| Agnė Šerkšnienė            | 400 m       | 52,78 s | 6       | ausgeschieden | ausgeschieden | ausgeschieden | ausgeschieden | ausgeschieden |
| Brigita Virbalytė-Dimšienė | 20 km Gehen | —       | —       | —             | —             | 1:35:56 h     | 26            | 26            |
| Männer                     |             |         |         |               |               |               |               |               |
| Gediminas Truskauskas      | 200 m       | 21,02 s | 5       | ausgeschieden | ausgeschieden | ausgeschieden | ausgeschieden | ausgeschieden |
| Marius Žiūkas              | 20 km Gehen | —       | —       | —             | —             | 1:27:35 h     | 33            | 33            |
| Arturas Mastianica         | 50 km Gehen | —       | —       | —             | —             | 4:06:43 h     | 31            | 31            |

 Springen und Werfen 
| Athleten           | Wettbewerb | Qualifikation | Qualifikation | Finale        | Finale        | Rang |
| Athleten           | Wettbewerb | Weite/Höhe    | Rang          | Weite/Höhe    | Rang          | Rang |
| ------------------ | ---------- | ------------- | ------------- | ------------- | ------------- | ---- |
| Frauen             |            |               |               |               |               |      |
| Diana Zagainova    | Dreisprung | 13,10 m       | 28            | ausgeschieden | ausgeschieden | 28   |
| Airinė Palšytė     | Hochsprung | 1,86 m        | 27            | ausgeschieden | ausgeschieden | 27   |
| Liveta Jasiūnaitė  | Speerwurf  | 61,96 m       | 8             | 60,06 m       | 7             | 7    |
| Männer             |            |               |               |               |               |      |
| Adrijus Glebauskas | Hochsprung | 2,17 m        | 26            | ausgeschieden | ausgeschieden | 26   |
| Andrius Gudžius    | Diskuswurf | 65,94 m       | 2             | 64,11 m       | 6             | 6    |
| Edis Matusevičius  | Speerwurf  | 81,24 m       | 14            | ausgeschieden | ausgeschieden | 14   |

### Moderner Fünfkampf
| Athleten                           | Fechten | Fechten | Schwimmen   | Schwimmen | Reiten  | Reiten | Combined     | Combined | Punkte | Rang   |
| Athleten                           | Bilanz  | Punkte  | Zeit        | Punkte    | Zeit    | Punkte | Zeit         | Punkte   | Punkte | Rang   |
| ---------------------------------- | ------- | ------- | ----------- | --------- | ------- | ------ | ------------ | -------- | ------ | ------ |
| Frauen                             |         |         |             |           |         |        |              |          |        |        |
| Laura Asadauskaitė-Zadneprovskienė | 15+2    | 192     | 2:17,21 min | 276       | 77,09 s | 300    | 11:38,37 min | 602      | 1370   | Silber |
| Gintarė Venčkauskaitė              | 12+1    | 173     | 2:18,37     | 274       | 72,74 s | 300    | 11:44,37 min | 596      | 1343   | 7      |
| Männer                             |         |         |             |           |         |        |              |          |        |        |
| Justinas Kinderis                  | 24+2    | 246     | 2:02,84     | 305       | 99,13 s | 247    | 11:22,82 min | 618      | 1416   | 18     |

### Radsport

#### Bahn
| Athleten                           | Wettbewerb | Qualifikation | Qualifikation | Finals        | Finals        | Rang          |
| Athleten                           | Wettbewerb | Zeit          | Rang          | Zeit          | Rang          | Rang          |
| ---------------------------------- | ---------- | ------------- | ------------- | ------------- | ------------- | ------------- |
| Frauen                             |            |               |               |               |               |               |
| Simona Krupeckaitė                 | Sprint     | 10,706 s      | 16            | ausgeschieden | ausgeschieden | ausgeschieden |
| Miglė Marozaitė                    | Sprint     | 11,031 s      | 24            | ausgeschieden | ausgeschieden | ausgeschieden |
| Simona Krupeckaitė                 | Keirin     |               | 6             |               |               | 19            |
| Miglė Marozaitė                    | Keirin     |               | 6             |               |               | 27            |
| Simona Krupeckaitė Miglė Marozaitė | Teamsprint | 33,276 s      | 7             | 32,808 s      | 5             | 5             |

Omnium
| Athleten          | Wettbewerb | Scratch | Scratch | Temporennen | Temporennen | Ausscheidungs- fahren | Ausscheidungs- fahren | Punkte- fahren | Punkte- fahren | Punkte | Rang |
| Athleten          | Wettbewerb | Punkte  | Rang    | Zeit        | Rang        | Punkte                | Rang                  | Punkte         | Zieleinlauf    | Punkte | Rang |
| ----------------- | ---------- | ------- | ------- | ----------- | ----------- | --------------------- | --------------------- | -------------- | -------------- | ------ | ---- |
| Frauen            |            |         |         |             |             |                       |                       |                |                |        |      |
| Olivija Baleišytė | Omnium     | 16      | 13      | 8           | 17          | 30                    | 6                     | −20            | 17             | 34     | 17   |

#### Straße
| Athleten            | Wettbewerb    | Zeit      | Rang |
| ------------------- | ------------- | --------- | ---- |
| Frauen              |               |           |      |
| Rasa Leleivytė      | Straßenrennen | 3:59:47 h | 35   |
| Männer              |               |           |      |
| Evaldas Šiškevičius | Straßenrennen | DNF       | DNF  |

### Ringen

#### Griechisch-römischer Stil
Legende: G = Gewonnen, V = Verloren, S = Schultersieg
| Athleten          | Wettbewerb        | Achtelfinale | Achtelfinale | Viertelfinale | Viertelfinale | Halbfinale    | Halbfinale    | Hoffnungsrunde Halbfinale | Hoffnungsrunde Halbfinale | Hoffnungsrunde Finale | Hoffnungsrunde Finale | Finale        | Finale        | Rang |
| Athleten          | Wettbewerb        | Gegner       | Ergebnis     | Gegner        | Ergebnis      | Gegner        | Ergebnis      | Gegner                    | Ergebnis                  | Gegner                | Ergebnis              | Gegner        | Ergebnis      | Rang |
| ----------------- | ----------------- | ------------ | ------------ | ------------- | ------------- | ------------- | ------------- | ------------------------- | ------------------------- | --------------------- | --------------------- | ------------- | ------------- | ---- |
| Männer            |                   |              |              |               |               |               |               |                           |                           |                       |                       |               |               |      |
| Mantas Knystautas | Klasse bis 130 kg | R. Kayaalp   | V 1:5        | ausgeschieden | ausgeschieden | ausgeschieden | ausgeschieden | ausgeschieden             | ausgeschieden             | ausgeschieden         | ausgeschieden         | ausgeschieden | ausgeschieden | 10   |

### Rudern
Bei den Weltmeisterschaften 2019 qualifizierte sich das litauische Team in 3 der 14 Bootskategorien für die Olympischen Spiele.
| Athleten                                                                     | Wettbewerb   | Vorlauf     | Vorlauf | Vorlauf        | Hoffnungslauf / Viertelfinale | Hoffnungslauf / Viertelfinale | Hoffnungslauf / Viertelfinale | Halbfinale  | Halbfinale | Halbfinale    | Finale      | Finale | Rang |
| Athleten                                                                     | Wettbewerb   | Zeit        | Platz   | Qualifikation  | Zeit                          | Platz                         | Qualifikation                 | Zeit        | Platz      | Qualifikation | Zeit        | Platz  | Rang |
| ---------------------------------------------------------------------------- | ------------ | ----------- | ------- | -------------- | ----------------------------- | ----------------------------- | ----------------------------- | ----------- | ---------- | ------------- | ----------- | ------ | ---- |
| Frauen                                                                       |              |             |         |                |                               |                               |                               |             |            |               |             |        |      |
| Donata Karalienė Milda Valčiukaitė                                           | Doppelzweier | 6:49,90 min | 1       | Halbfinale A/B | –                             | –                             | –                             | 7:11,29 min | 3          | Finale A      | 6:47,44 min | 4      | 4    |
| Männer                                                                       |              |             |         |                |                               |                               |                               |             |            |               |             |        |      |
| Mindaugas Griškonis                                                          | Einer        | 7:05,88 min | 2       | Viertelfinale  | 7:16,71 min                   | 3                             | Halbfinale A/B                | 6:45,90 min | 3          | Finale A      | 6:57,60 min | 6      | 6    |
| Saulius Ritter Aurimas Adomavičius                                           | Doppelzweier | 6:23,08 min | 4       | Hoffnungslauf  | 6:27,36 min                   | 2                             | Halbfinale A/B                | 6:34,04 min | 6          | Finale B      | 6:20,87 min | 6      | 12   |
| Armandas Kelmelis Martynas Džiaugys Dovydas Nemeravičius Dominykas Jančionis | Doppelvierer | 6:03,07 min | 5       | Hoffnungslauf  | 6:14,73 min                   | 6                             | Finale B                      | —           | —          | —             | 5:51,64 min | 4      | 10   |

### Schießen
| Athleten        | Wettbewerb                               | Qualifikation   | Qualifikation | Finale          | Finale        | Ringe/ Scheiben | Rang |
| Athleten        | Wettbewerb                               | Ringe/ Scheiben | Rang          | Ringe/ Scheiben | Rang          | Ringe/ Scheiben | Rang |
| --------------- | ---------------------------------------- | --------------- | ------------- | --------------- | ------------- | --------------- | ---- |
| Männer          |                                          |                 |               |                 |               |                 |      |
| Karolis Girulis | Kleinkaliber Dreistellungskampf 50 Meter | 1163            | 25            | ausgeschieden   | ausgeschieden | 1163            | 25   |

### Schwimmen
| Athleten                                                           | Wettbewerb      | Vorlauf     | Vorlauf | Halbfinale    | Halbfinale    | Finale        | Finale        | Rang          |
| Athleten                                                           | Wettbewerb      | Zeit        | Rang    | Zeit          | Rang          | Zeit          | Rang          | Rang          |
| ------------------------------------------------------------------ | --------------- | ----------- | ------- | ------------- | ------------- | ------------- | ------------- | ------------- |
| Frauen                                                             |                 |             |         |               |               |               |               |               |
| Kotryna Teterevkova                                                | 100 m Brust     | 1:06,82 min | 15      | 1:07,39 min   | 14            | ausgeschieden | ausgeschieden | 14            |
| Kotryna Teterevkova                                                | 200 m Brust     | 2:26,82 min | 23      | ausgeschieden | ausgeschieden | ausgeschieden | ausgeschieden | 23            |
| Männer                                                             |                 |             |         |               |               |               |               |               |
| Danas Rapšys                                                       | 200 m Freistil  | 1:45,84 min | 9       | 1:45,32 min   | 3             | 1:45,78 min   | 8             | 8             |
| Danas Rapšys                                                       | 400 m Freistil  | 3:46,32 min | 13      | —             | —             | ausgeschieden | ausgeschieden | 13            |
| Andrius Šidlauskas                                                 | 100 m Brust     | 59,46 s     | 13      | 59,82 s       | 13            | ausgeschieden | ausgeschieden | 13            |
| Giedrius Titenis                                                   | 100 m Brust     | 1:00,92 min | 36      | ausgeschieden | ausgeschieden | ausgeschieden | ausgeschieden | 36            |
| Andrius Šidlauskas                                                 | 200 m Brust     | 2:09,56 min | 13      | 2:10,69 min   | 16            | ausgeschieden | ausgeschieden | 16            |
| Danas Rapšys                                                       | 200 m Lagen     | 1:59,90 min | 33      | ausgeschieden | ausgeschieden | ausgeschieden | ausgeschieden | 33            |
| Danas Rapšys Andrius Šidlauskas Deividas Margevičius Simonas Bilis | 4 × 100 m Lagen | DSQ         | DSQ     | —             | —             | ausgeschieden | ausgeschieden | ausgeschieden |

### Segeln
Während der Qualifikationsperiode konnte Litauen Quotenplätze in zwei Bootsklassen erringen, jeweils einen bei Männer und Frauen.
| Athleten            | Wettbewerb      | Qualifikation | Qualifikation | Medal Race    | Medal Race    | Punkte | Rang |
| Athleten            | Wettbewerb      | Punkte        | Rang          | Punkte        | Rang          | Punkte | Rang |
| ------------------- | --------------- | ------------- | ------------- | ------------- | ------------- | ------ | ---- |
| Frauen              |                 |               |               |               |               |        |      |
| Viktorija Andrulytė | Laser Radial    | 194           | 25            | ausgeschieden | ausgeschieden | 194    | 25   |
| Männer              |                 |               |               |               |               |        |      |
| Juozas Bernotas     | Windsurfen RS:X | 145           | 15            | ausgeschieden | ausgeschieden | 145    | 15   |

### Turnen

#### Gerätturnen
| Athleten        | Wettbewerb       | Qualifikation | Qualifikation | Finale        | Finale        | Rang |
| Athleten        | Wettbewerb       | Punkte        | Rang          | Punkte        | Rang          | Rang |
| --------------- | ---------------- | ------------- | ------------- | ------------- | ------------- | ---- |
| Männer          |                  |               |               |               |               |      |
| Robert Tvorogal | Barren           | 14,500        | 32            | ausgeschieden | ausgeschieden | 32   |
| Robert Tvorogal | Boden            | 13,633        | 41            | ausgeschieden | ausgeschieden | 41   |
| Robert Tvorogal | Pauschenpferd    | 12,100        | 66            | ausgeschieden | ausgeschieden | 66   |
| Robert Tvorogal | Reck             | 12,766        | 57            | ausgeschieden | ausgeschieden | 57   |
| Robert Tvorogal | Ringe            | 13,300        | 48            | ausgeschieden | ausgeschieden | 48   |
| Robert Tvorogal | Sprung           | 13,666        | 18            | ausgeschieden | ausgeschieden | 18   |
| Robert Tvorogal | Mehrkampf Einzel | 80,232        | 46            | ausgeschieden | ausgeschieden | 46   |